# Carnegie Hall
Pour les articles homonymes, voir Carnegie Hall (homonymie).
Le Carnegie Hall est une salle de concert new-yorkaise située à l'angle de la 7e avenue et de la 57e rue Ouest, juste au sud de Central Park, dans l'arrondissement de Manhattan. Le Stern Auditorium, sa principale salle, dispose de 2 804 places.
Tant pour la musique classique que populaire, c'est un endroit très prisé aux États-Unis, qui doit sa réputation à sa beauté architecturale, à son histoire, mais également à une très bonne acoustique.

## Historique

### Créateur
Dès les années 1870, Leopold Damrosch, chef d'orchestre et violoniste virtuose, émigré d'Allemagne en 1871, avait fondé les Oratorio Society et Symphony Society, reprises par ses fils, Frank et Walter Damrosch, tous deux chefs d'orchestre. Walter Damrosch convainquit Andrew Carnegie de financer cette nouvelle salle de spectacles, qui portera le nom de 'Carnegie Hall'. La construction débute en 1890, et l'inauguration a lieu le 5 mai 1891, avec un concert de Piotr Ilitch Tchaïkovski. Cependant, les travaux continuent jusqu'en 1897.

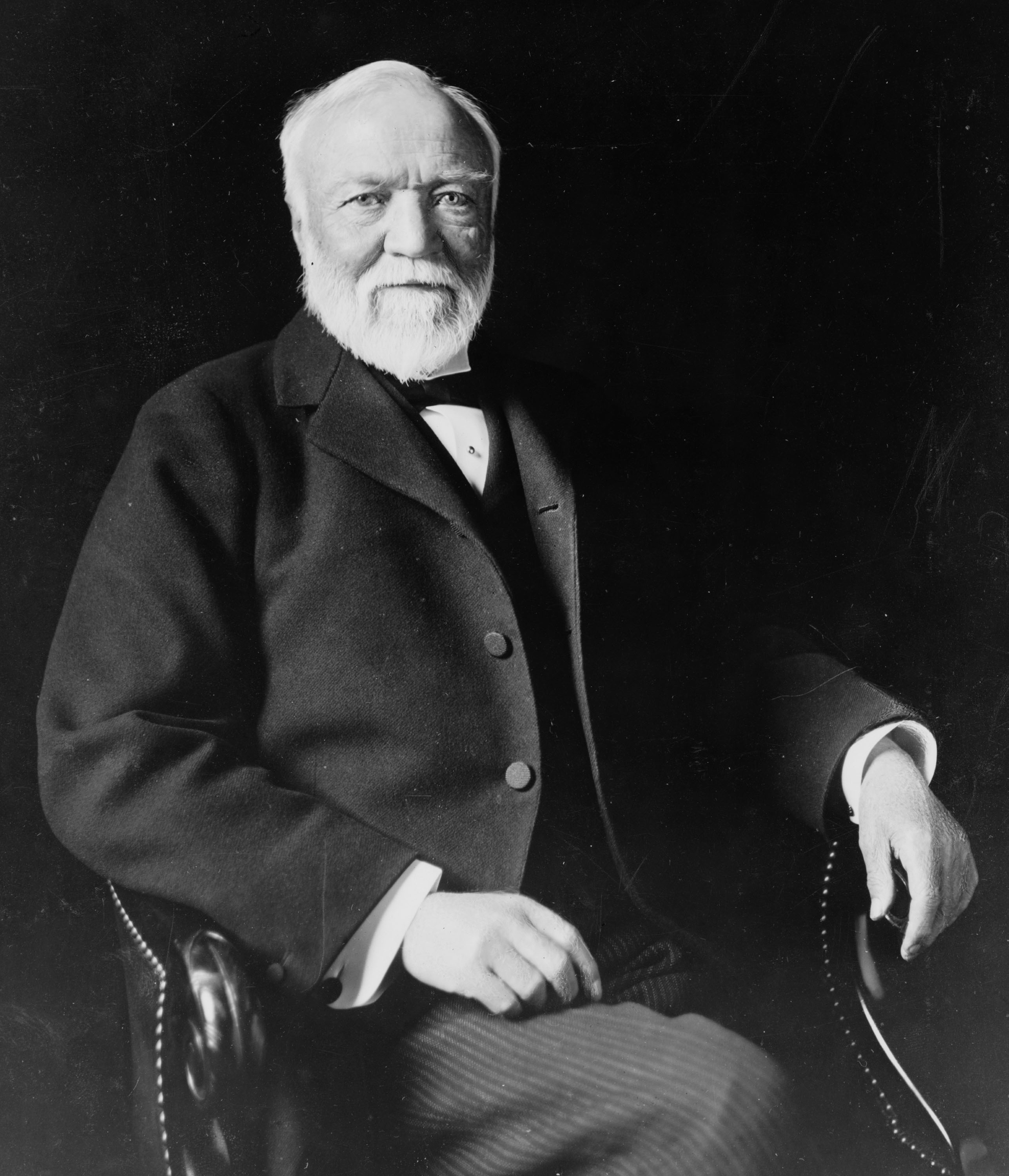
Andrew Carnegie en 1913.

Le Carnegie Hall reste la propriété de la famille Carnegie jusqu'en 1925, où la veuve d'Andrew Carnegie (1835-1919) le vend à un promoteur immobilier, Robert E. Simon. Dans les années 1960, quand le Philharmonique de New York déménage au Lincoln Center, on pense détruire le bâtiment pour le remplacer par un immeuble commercial.
Sous la pression d'un groupe mené par Isaac Stern, la ville de New York le rachète pour 5 millions de dollars, et le loue à une association à but non lucratif. Il est déclaré monument historique en 1964, et entièrement rénové entre 1983 et 1995 par James Polshek, connu plus tard pour avoir conçu le nouveau planétarium de l'American Museum of Natural History.[réf. souhaitée]
Le 18 mai 1976, le « concert du siècle » réunit Dietrich Fischer-Dieskau, Vladimir Horowitz, Yehudi Menuhin, Mstislav Rostropovitch, Isaac Stern et l'Orchestre philharmonique de New York, dirigé par Leonard Bernstein.
Malgré le statut protégeant ce monument, on n'a pu empêcher l'édification d’un immeuble commercial entre 1987 et 1990. Cet immeuble est constitué d'un même bloc avec une tour de 60 étages, qui abrite à la fois des commerces, des logements et un espace de 2 300 m2, dont un ascenseur à pianos, pour les équipements du Carnegie Hall, appelé Carnegie Hall Tower. Cet immeuble de 231m de hauteur, de l'architecte argentin César Pelli, a été construit avec une façade en briques rouges et orangées, par respect pour les couleurs du Carnegie Hall.

### Architecture

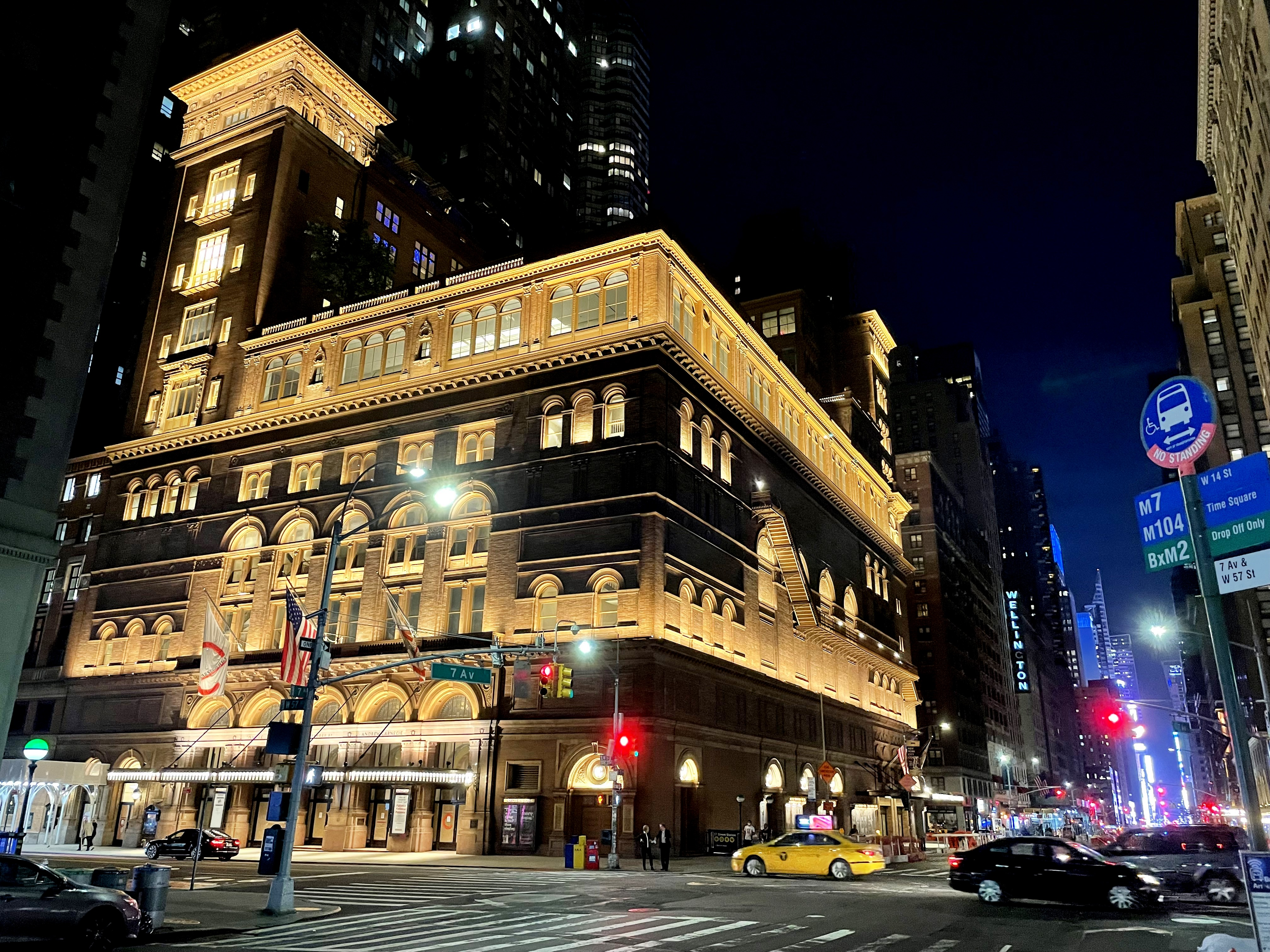
Le Carnegie Hall éclairé de nuit.

Le Carnegie Hall a été conçu par l'architecte William Tuthill (en). Il est construit en briques et pierres brunes, dans un style renaissance italienne. C’est l'un des seuls grands bâtiments de New York entièrement fait en maçonnerie, sans aucune structure métallique.
La façade est recouverte de briques étroites, de couleur ocre, avec des détails en terre cuite et en pierre. Le hall d’entrée évite les exagérations baroques et s'inspire avec élégance du style florentin. On peut y retrouver des similitudes avec la chapelle des Pazzi de Filippo Brunelleschi : des ouvertures arrondies, harmonieusement entourées de pierre grise et de plâtre blanc, des pilastres corinthiens qui soutiennent une corniche surmontée d'une lunette, sous un plafond voûté. Le fameux décor intérieur, blanc et or, respecte la même sobriété de style.[réf. souhaitée]

## Auditoriums
Le Carnegie Hall possède trois auditoriums : le Main Hall, le Recital Hall et le Chamber Music Hall.

### Main Hall

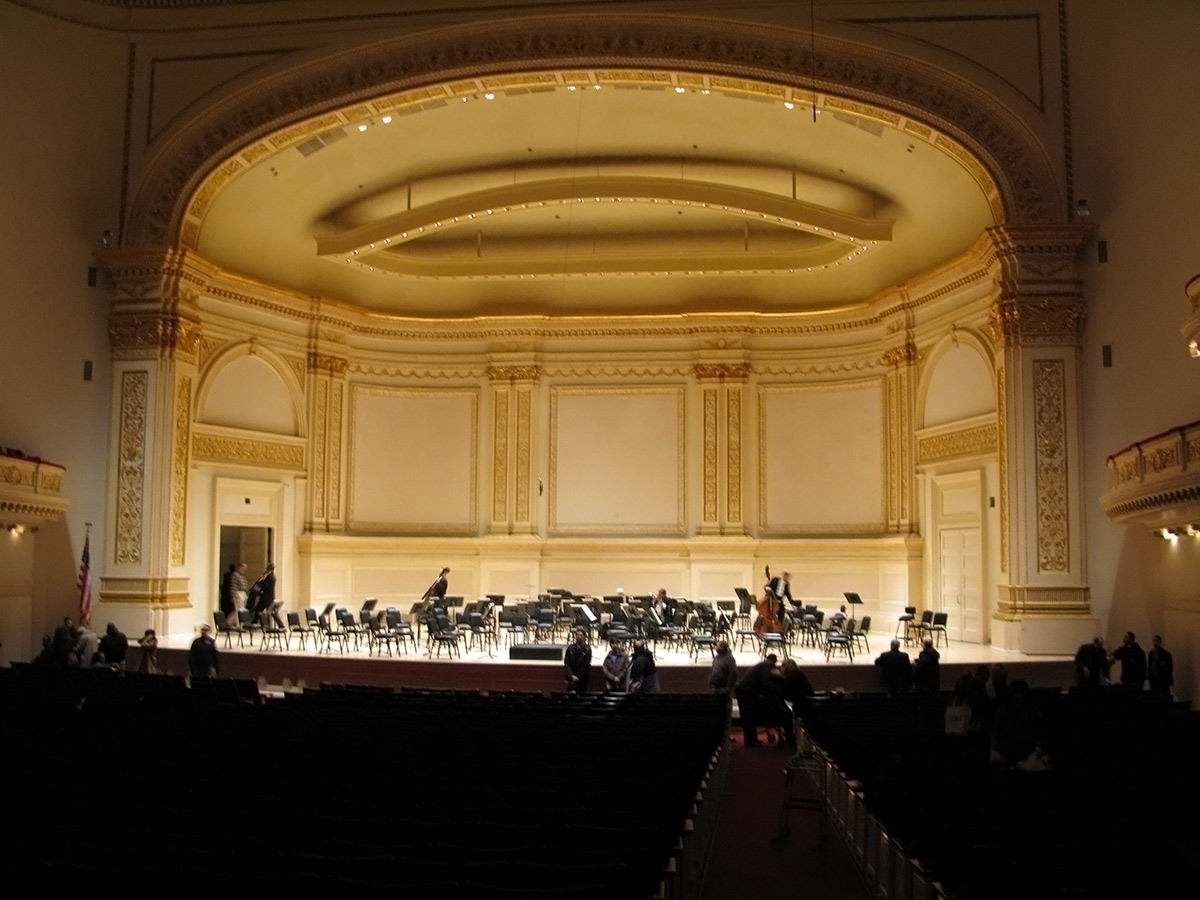
L'auditorium Isaac Stern.

Le Main Hall peut accueillir 2 804 spectateurs assis sur cinq niveaux. Il s'appelle maintenant officiellement l'« Auditorium Isaac Stern ».
Le Main Hall est un lieu qui dégage une ambiance chaleureuse et qui possède une bonne acoustique. Il est très haut de plafond, et les spectateurs du dernier balcon doivent grimper 105 marches pour y accéder. La plupart des plus grands musiciens classiques du XXe siècle s'y sont produits. Son vestibule est décoré avec des souvenirs et des portraits signés.
L'Orchestre philharmonique de New York, qui y a joué pendant plusieurs décennies, a maintenant déménagé au Lincoln Center, dans l'Avery Fisher Hall. Beaucoup de critiques regrettent ce départ[réf. nécessaire].

### Autres salles
Les deux autres salles, plus petites, que l'on appelle maintenant le « Judy and Arthur Zankel Hall » et le « Joan and Sanford I. Weill Recital Hall», contiennent respectivement 599 et 268 places assises.
Les deux plus grands auditoriums ont été rebaptisés à la suite de leur rénovation complète en 1986. Le plus petit avait été loué à l'American Academy of Dramatic Arts (AADA) en 1898, et transformé en salle de cinéma vers 1959. On décida de le réutiliser pour la musique en 1997 et il ouvrit ses portes en 2003.[réf. souhaitée]
Dans l'enceinte du Carnegie Hall, on trouve également le « Rose Museum » et le « Carnegie Hall Archives », qui sont deux extensions relativement récentes.

## Archives
En 1986, on se rend compte que ce haut lieu de la musique n'a curieusement pas conservé d'archives sur son histoire ; tous les documents et souvenirs le concernant étaient dispersés. Une grande campagne d'information est alors lancée, à l'aide de publicités et de messages dans les médias, provoquant une excellente réaction du grand public.
En effet, beaucoup de mélomanes avaient conservé leurs anciens programmes et les envoyèrent. Les gestionnaires du Carnegie Hall n'en reçurent pas moins de 12 000, ainsi que d'autres objets et documents, ce qui permit de reconstituer la plus grande partie de son histoire[réf. souhaitée].

## Concerts célèbres

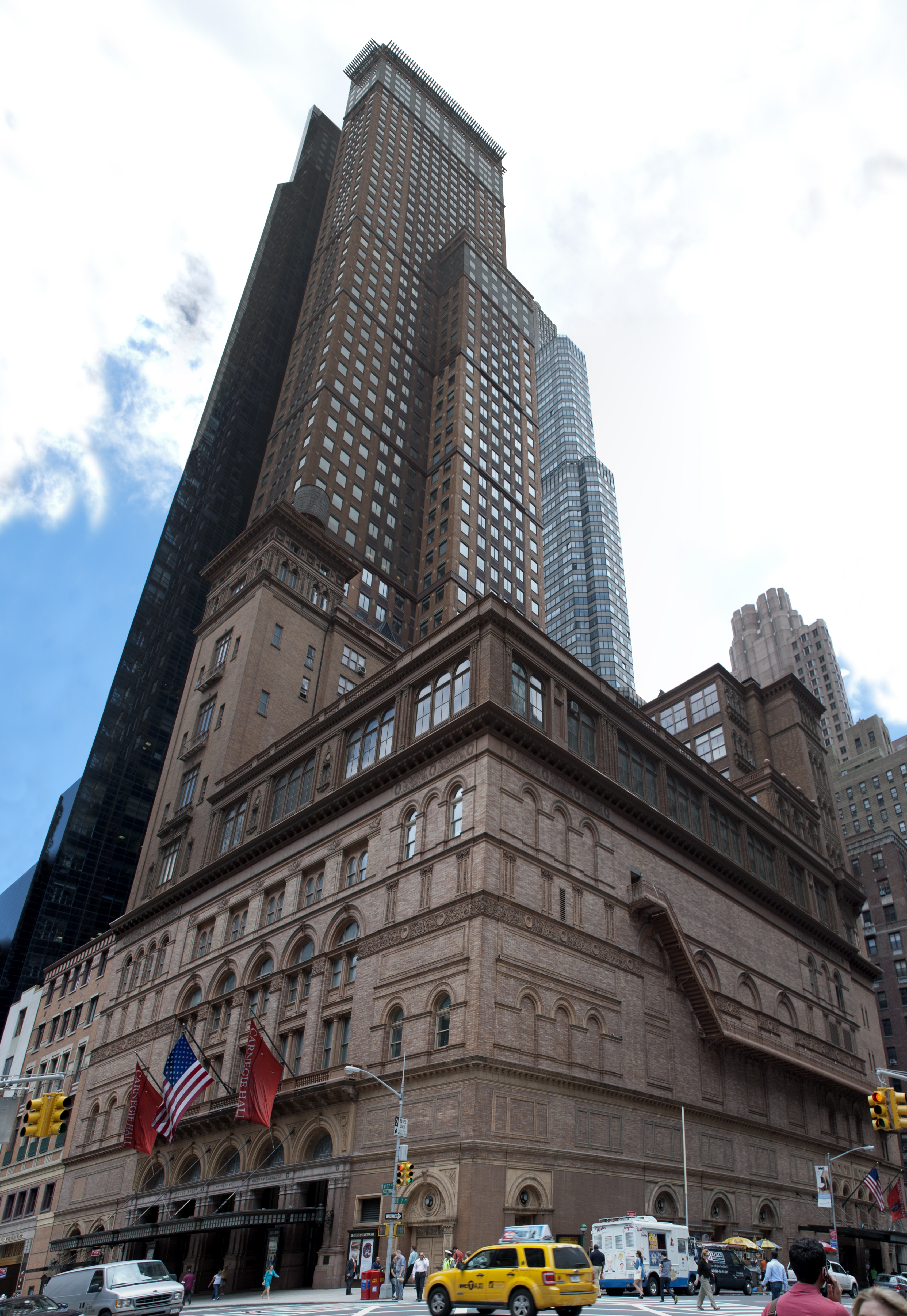
Le Carnegie Hall avec sa tour.

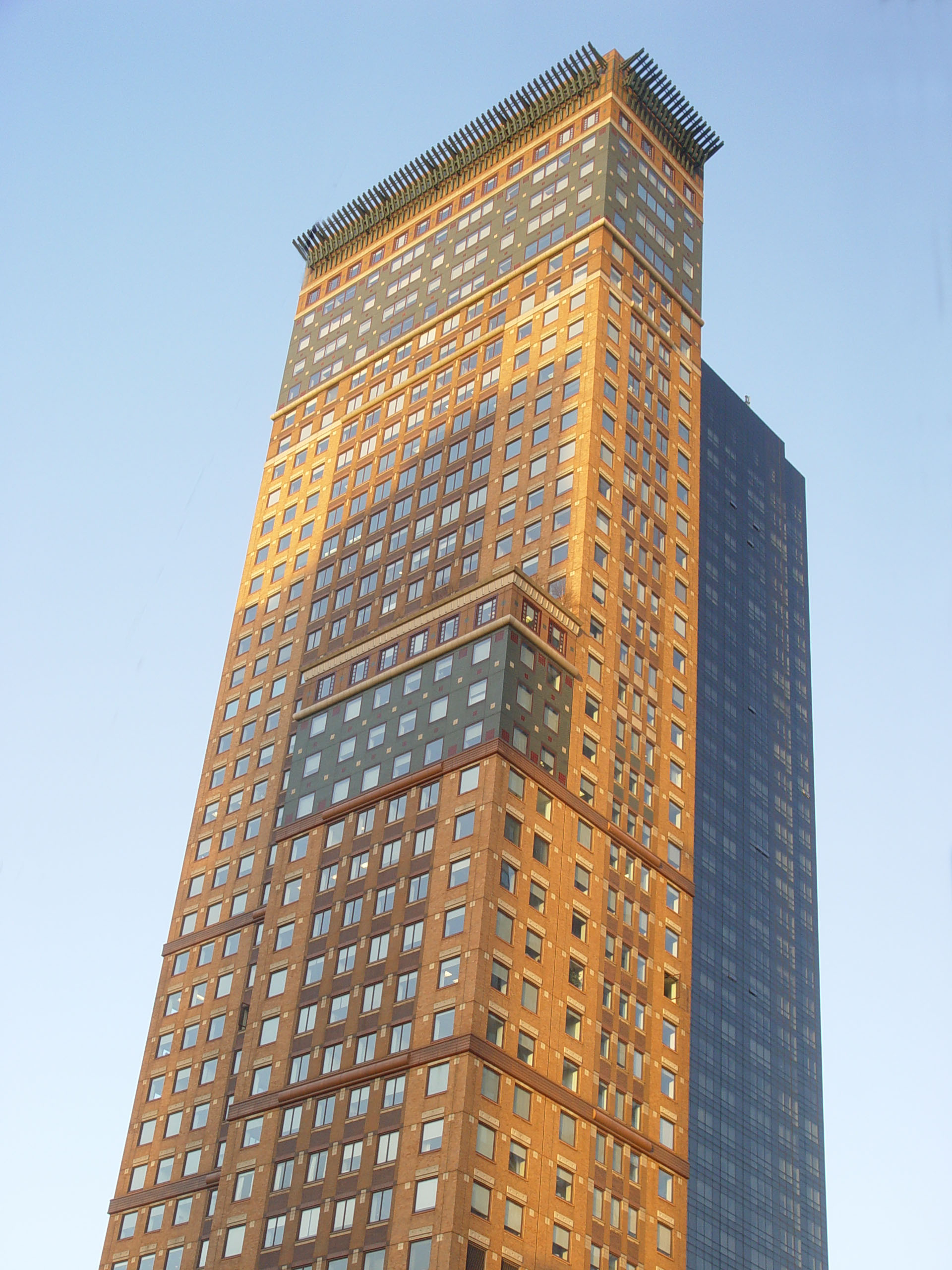
La tour du Carnegie Hall.

Depuis que le Carnegie Hall existe, la plupart des plus grands compositeurs et interprètes de musique classique ont effectué des représentations en ce lieu, et ses couloirs sont ornés de portraits signés, ainsi que des souvenirs de leur passage. De nombreuses légendes du blues, du jazz, du rock et de la pop y ont également donné des concerts, devenus légendaires, dont certains ont été enregistrés.
- Jascha Heifetz, le 27 octobre 1917 (à l'âge de seize ans)[10].
- Louis Armstrong, le 8 février 1947.
- George Gershwin, le 7 mars 1928. Rencontre mythique avec Maurice Ravel (anniversaire) autour de Rhapsody in Blue. Ravel refuse leur collaboration, « Mieux vaut un bon Gershwin qu'un mauvais Ravel » ; néanmoins, on peut déceler des traits de Rhapsody in Blue dans le Boléro de Ravel (longueur, présence appuyées des instruments à vent, mélodies fantasques et narrant une odyssée, marche militaire, alternance de rythme mélodique, montées en puissance)[11].
- Maurice Ravel, le 8 mars 1928[11].
- W.C. Handy, le 27 avril 1928[12].
- Vladimir Horowitz (Les 12, 13 et 15 janvier, 11, 20, 21 février, 23 mars, 2 novembre, 3, 6 et 7 décembre 1928, le 15 novembre 1929, le 24 février et le 15 avril 1930 et le 21 janvier 1931)[10].
- Benny Goodman, le 16 janvier 1938[13] ; le disque The Famous 1938 Carnegie Hall Jazz Concert y est enregistré et sort en 1950.
- From Spirituals to Swing, les 23 décembre 1938 et 24 décembre 1938[14], avec Count Basie, Benny Goodman, Meade Lux Lewis, Albert Ammons, Big Joe Turner, Pete Johnson, Rosetta Tharpe le Golden Gate Quartet, Big Bill Broonzy, etc.
- Duke Ellington, le 23 janvier 1943[15].
- Lors du 4025e concert au Canergie Hall, le 14 novembre 1943 à 15 h, le chef d'orchestre Bruno Walter, grippé, ne peut diriger son orchestre ; la baguette est finalement confiée à un inconnu. Il s'agit d'un jeune assistant chef d'orchestre du New York Philharmonic. Il obtient un énorme succès sur place et sur les ondes, le concert étant retransmis par la radio. Ainsi commença la carrière publique de Leonard Bernstein[16],[17].
- Florence Foster Jenkins, le 25 octobre 1944[18].
- Billie Holiday, le 27 mars 1948 et le 10 novembre 1956[19].
- Édith Piaf, le 4 janvier 1956 et en 1957[20].
- Herbert von Karajan, le 22 novembre 1958[21].
- Maria Callas, le 27 janvier 1959[10].
- Judy Garland, le 23 avril 1961, enregistré sur l'album Judy at Carnegie Hall[10].
- Miles Davis, le 19 mai 1961 et le 30 mars 1974 ; l'album Dark Magus y est enregistré[22].
- The Dave Brubeck Quartet, le 21 février 1963[23].
- Pete Seeger, le 8 juin 1963 ; le disque We Shall Overcome (en), y est enregistré.
- Bob Dylan, en 1963[24].
- Nina Simone, en 1963 ; le disque Nina Simone at Carnegie Hall y est enregistré[25].
- Charles Aznavour, le 30 mars 1963[26].
- The Beatles, le 12 février 1964[10].
- Manitas de Plata, en décembre 1965[27].
- Jacques Brel, en décembre 1965 et en février 1967[28],[29].
- Simon and Garfunkel, le 28 novembre 1969[30].
- Melanie Safka, le 13 juin 1970 ; le disque Leftover Wine y est enregistré. Les 2 et 3 février 1973, le disque Melanie Live at Carnegie Hall y est enregistré ; le 3 juin 1978.[réf. souhaitée]
- Chicago, en 1971 ; il fut le premier groupe de rock à remplir le Carnegie Hall pendant une semaine[31].
- Frank Zappa & The Mothers of Invention, le 11 octobre 1971, pour deux concerts[32].
- Bill Withers, les 27 novembre 1971[33], 6 octobre 1972[34], 23 octobre 1976[35].
- Pink Floyd, le 1er mai 1972[36].
- The Beach Boys, le 20 mars 1972[37].
- Shirley Bassey, le 30 mai 1974[38].
- Bernard Peiffer, en 1974 ; album The Newport Jazz Festival et un enregistrement en 1975.[réf. souhaitée]
- Mireille Mathieu, en 1975 et 1982.[réf. souhaitée]
- Le groupe de rock progressif Renaissance en juin 1975 ; l'album 'Renaissance Live at Carnegie Hall' y est enregistré.
- Le « Concert du siècle » (classique) pour le 85e anniversaire du Carnegie Hall, le 18 mai 1976 : Leonard Bernstein, Dietrich Fischer-Dieskau, Vladimir Horowitz, Yehudi Menuhin, Mstislav Rostropovitch, Isaac Stern, le New York Philharmonic... ; ce concert a donné lieu à un enregistrement, republié en CD par Sony[39].
- Dalida, le 29 novembre 1978[40].
- Stevie Ray Vaughan, le 4 octobre 1984[41].
- Thierry Le Luron, le 10 octobre 1984[42].
- Violetta Villas, en septembre 1987[43].
- Buena Vista Social Club, le 1er juillet 1998 ; un double CD At Carnegie Hall, enregistré ce jour, sort 10 ans plus tard[44].
- Tammy Wynette, le 9 avril 1994,
- Youssou Ndour, le 26 octobre 2005[45].
- The Chieftains et la Kevrenn Alré, le 17 mai 2007[46].
- Denis Matsuev, le 28 janvier 2015 : 2e concerto pour piano de Tchaikovski.[réf. souhaitée].
- Daniil Trifonov, le 9 février 2019[47].

La pédagogue italienne Maria Montessori y donna une conférence en 1913.